# Tomáš Ctibor
Tomáš Ctibor (* 11. května 1963 Most) je český manažer v oblasti realitního trhu, bývalý československý politik a poslanec Sněmovny národů Federálního shromáždění za Občanské fórum po sametové revoluci.

## Biografie
Studoval Fakultě architektury ČVUT Praha a architekturu na VŠUP Praha, studia však nedokončil. V roce 1988 obdržel Cenu Svazu architektů. Profesně byl k roku 1990 uváděn jako student VŠUP Praha.
V lednu 1990 zasedl v rámci procesu kooptací do Federálního shromáždění po sametové revoluci do české části Sněmovny národů (volební obvod č. 32 – Chomutov-Louny, Severočeský kraj) jako bezpartijní poslanec, respektive poslanec za Občanské fórum. Ve Federálním shromáždění setrval do voleb roku 1990.
Od roku 1990 působí v oblasti trhu s nemovitostmi. Pracoval jako ředitel společnosti Donaldsons, byl zakládajícím partnerem společnosti B.I.R.T. a zastával také post člena řídícího výboru agentury CzechInvest a předsedy sdružení pro zahraniční investice (AFI). Od roku 2004 pracuje pro firmu MEI a zodpovídá za projekty v oblasti developmentu.
V letech 2013 – 2014 vedl jako ředitel transformaci Útvaru rozvoje hl. m. Prahy na Institut plánování a rozvoje hl. m. Prahy. Vyučuje na Fakultě architektury ČVUT v Praze.[zdroj?]